# Желтухин, Фёдор Фёдорович
Фёдор Фёдорович Желтухин (1749—1812) — российский государственный деятель, правитель Тобольского и Вятского наместничеств, сенатор, тайный советник.

## Биография
Происходил из старинного дворянского рода Желтухиных, известного с XV в. Сын Фёдора Алексеевича Желтухина. Ветвь рода, к которой он принадлежал, была внесена в 6-ю часть дворянской родословной книги Казанской губернии по определению Казанского дворянского депутатского собрания от 5 июля 1835 года и утверждена указом Герольдии от 27 апреля 1848 года.
В службу вступил 3 мая 1758 года. Служил в лейб-гвардии Преображенском полку солдатом, капралом, фурьером, сержантом, подпрапорщиком, прапорщиком (1765), подпоручиком (1768), полковым адъютантом (1769), капитан-поручиком (1772), капитаном (1776). Будучи полковым адъютантом, по службе притеснял сержанта Г. Р. Державина. Из капитанов гвардии с 1 января 1777 года был уволен к статским делам с чином армии полковника.  
С 25 января 1777 года назначен первым товарищем казанского губернатора, князя П. С. Мещерского. С 1 января 1780 года назначен казанским вице-губернатором. В 1782 году получил чин статского советника, а в декабре 1784 года был назначен правителем Тобольского наместничества. По должности возглавлял Тобольский приказ общественного призрения.
Через полгода он был перемещён правителем Вятского наместничества; вступил в управление 30 июля. 12 февраля 1786 года он получил чин действительного статского советника. При нём 22 сентября 1786 года в Вятке было открыто Главное народное училище. В том же году было организованно малое народное училище в Слободском. В течение 1792—1793 были открыты общие городские и шестигласные думы в Котельниче, Орлове, Слободском, Вятке. По должности возглавлял Вятский приказ общественного призрения. Был попечителем вятских народных училищ. Обвинялся в многочисленных беззакониях и злоупотреблениях по службе, доведших Вятское нам-во до полного «разорения и стеснения»
В 1796 году, по предложению сенатора С. И. Маврина, проводившего «для обозрения принадлежащих казне заведений и исследования на месте кроющихся злоупотреблений» первую сенаторскую ревизию Вятского наместничества, Желтухин был отстранен от должности с 1 апреля 1796 года и предан суду Сената в Санкт-Петербурге.

Суд продолжался, медлил приговором, а покамест теснил обвиненного и все высосанное им мало-помалу из него выжимал. Наступило грозное царствование Павла, и Желтухин решился на отчаянное средство. Он явился в приемный день у генерал-прокурора с запечатанным огромным пакетом в руках. В коротких словах изобразил он унижение, в котором находится, унижение, которое терпит, и при всех просил тщательно рассмотреть заключенные в пакете бумаги, которые, по его уверению, послужат к совершенному его оправданию. Вельможа … довольно рассеянно приказал секретарю принять пакет из рук его и отнести к себе в кабинет. Там наедине принялся он рассматривать документы и насчитал, говорят, до ста тысяч неоспоримых доказательств в его пользу; вытребовал дело, доложил императору, и через два дня Желтухин из подсудимого в Сенате пересел в судящие.
Когда действия Ф. Ф. Желтухина были призваны правильными, а сам он найден невиновным, указом Павла I от 23 января 1798 года, он был награждён чином тайного советника и назначен сенатором в 1-й департамент Сената. Однако 4 сентября 1800 года был отправлен в отставку и выслан из столицы.
Крупный землевладелец и помещик: Желтухин владел 9000 душ крепостных крестьян в губерниях Казанской, Вятской, Пензенской, Саратовской и других губерниях, — основатель и владелец одного из первых стекольных заводов в Марийском крае (в селе Воскресенском Царевококшайского уезда Казанской губернии), он поселился в Казани, где у него был собственный двухэтажный дом. «Жил он уединенно, посещали его немногие, но при встречах все оказывали ему те знаки уважения, в которых тогда летам и званию отказывать было не позволено».
Умер в 1812 году в Казани и был похоронен на кладбище Введенского Кизического монастыря.

## Награды
- Орден Святого Владимира 3-й степени (1784)[7]
- Орден Святого Владимира 2-й степени (02.09.1793)
- Орден Святой Анны 1-й степени (26.12.1799)

## Семья
Жена — Анна Николаевна Мельгунова (1755—?), дочь богатого казанского помещика Н. В. Мельгунова. Имели детей:
- Александра, замужем за Алексеем Васильевичем Каховским.
- Сергей (1777—1833) — генерал-лейтенант.
- Пётр (1778—1829) — генерал-лейтенант, киевский военный губернатор, полномочный председатель диванов княжеств Модавии и Валахии.
- Елизавета (1781—04.05.1782[8])
- Николай (30.03.1782[9]—30.04.1783[10])
- Владимир (21.06.1783[10]—28.06.1848[11]) — участник сражения под Аустерлицем в 1805[12]; отставной гвардии подпоручик, впоследствии камер-юнкер (30.08.1821) и камергер (31.02.1842 при увольнении). Служил по Министерству духовных дел и народного просвещения, чиновником особых поручений при попечителе Казанского учебного округа, губернский секретарь (в том чине пожалован в звание камер-юнкера ко Двору Е. И. В.), коллежский секретарь (3.05.1822), затем чиновник по особым поручениям при Почтовом департаменте, надворный советник (31.03.1839), коллежский советник (31.03.1841), статский советник[13]; в 1845[14]—1848 — казанский губернский предводитель дворянства[15]; кавалер орд. Св. Станислава 2-й ст. (16.09.1839) в «воздаяние особенного усердия к общественной пользе и трудов к улучшению мануфактурной промышленности»[16].
- Елизавета (24.08.1784[17]—?).
- Анастасия (1793—1842), в замужестве Колтовская
- Мария (07.03.1795—29.11.1874), замужем за Флором Осиповичем Доливо-Добровольским.

Род был внесён в 6-ю часть дворянской родословной книги Казанской губернии по определению Казанского дворянского депутатского собрания от 05.07.1835, утвержден указом Герольдии от 27.04.1848, герб рода внесён в 3-ю часть 1-го отделения ОГДР.